# Хатаз
Хатаз (*д/н — 577) — цар Аксуму в 575—577 роках.

## Життєпис
Спадкував трон близько 575 року після смерті царя Іоела. Відомий насамперед завдяки своїм монетам, де зображений на аверсі, на реверсі — хрест з написом мовою ґеез «Милосердя для людей». На деяких монетах названо Іатлією. Припиняється карбування золотих і срібних монет, що, на думку вчених, свідчить про прискорення занепаду Аксуму, розпаду великої імперії.
Помер або був повалений 577 року. Владу перебрав Сайфу.